# Ley electoral de Italia (2005)
La ley electoral italiana (ley 270/2005) fue aprobada por el Gobierno de Silvio Berlusconi a menos de seis meses de las elecciones celebradas en abril del 2006.  Berlusconi estaba convencido de que su complejo sistema de mayorías, premios y repartos le garantizarían la reelección. Pero el opositor Romano Prodi venció por menos de 25.000 votos. La ley fue formulada principalmente por Roberto Calderoli, por esto también se la conoció como "Ley Calderoli".
Para las Elecciones generales de 2008 el propio Berlusconi, viéndose favorito en las encuestas, bloqueó todo intento de reforma.

## Ingobernabilidad
En el Congreso, el partido ganador, aunque sea por un voto, obtiene al menos el 55% de los escaños (340 sobre 630). También en el Senado (315 escaños) hay 'premio' para el ganador, pero no se asigna en función de los resultados totales, sino para cada una de las 20 regiones del país. Ello hace mucho más difícil obtener una mayoría suficiente para que la oposición no bloquee los proyectos de ley en una cámara que tiene exactamente el mismo peso político que el Congreso.

## Peculiaridades
El voto es obligatorio en Italia, aunque no ejercerlo no comporta sanción. Los mayores de 18 años tienen derecho al voto para el Congreso, pero para el Senado hay que tener más de 25. Asimismo, para ser candidato al Congreso hay que tener más de 25 años, mientras que para aspirar a un escaño en el Senado hay que ser mayor de 40.

## Fallo de la Corte
El 4 de diciembre de 2013 la Corte Constitucional declaró la ilegitimidad constitucional de las normas de la ley 270/2005 que prevén la asignación de un premio de mayoría a la lista o a la coalición de listas que hayan obtenido el mayor número de votos y que no hayan conseguido en la Cámara 340 bancas, o en el Senado el 55% de las bancas de cada región.